# Megaselia barberi
Megaselia barberi är en tvåvingeart som först beskrevs av Malloch 1912.  Megaselia barberi ingår i släktet Megaselia och familjen puckelflugor.
Artens utbredningsområde är New Mexico. Inga underarter finns listade i Catalogue of Life.